# Isabella Bertolini
Isabella Bertolini (Modena, 21 luglio 1963) è una politica italiana.

## Biografia
Laureata in giurisprudenza, sposata con un giornalista, ha esercitato la professione di avvocato penalista.
Bertolini ha iniziato la propria attività politica nella Gioventù Liberale Italiana, l'organizzazione giovanile del Partito Liberale Italiano, ma, con la discesa in campo nella politica di Silvio Berlusconi, aderisce a Forza Italia nel 1994, con cui alle elezioni politiche di quell'anno si candida alla Camera dei deputati nel collegio elettorale di Modena - Sassuolo, sostenuta dalla coalizione di centro-destra Polo delle Libertà, raccogliendo il 29,03% dei voti e venendo sconfitta dal candidato dei Progressisti Franco Danieli (46,66%). Nello stesso anno viene nominata da Berlusconi coordinatrice provinciale di Modena per Forza Italia, venendo confermata al primo congresso provinciale nel 1997, anno in cui diventa Responsabile regionale dei dipartimenti di Forza Italia.

### Consigliera comunale e regionale
Alle elezioni amministrative del 1995 si candida al consiglio comunale di Modena, nella lista Polo per Modena a sostegno del candidato sindaco di centro-destra Vittorio Rossi, risultando eletta consigliera comunale. Alle elezioni regionali in Emilia-Romagna dello stesso anno si candida nella lista Forza Italia - Il Polo Popolare, a sostegno del candidato di centro-destra Gianfranco Morra, risultando eletta nel collegio di Modena con 2.304 preferenze in consiglio regionale dell'Emilia-Romagna.
Alle amministrative del 1999 si ricandida come consigliera comunale di Modena, nelle liste di Forza Italia, venendo confermata con il miglior risultato in termini di preferenze di tutta la storia repubblicana modenese (1.466).
Alle regionali emiliane-romagnole del 2000 viene riconfermata consigliera, tra le liste di Forza Italia nel medesimo collegio con 8.697 preferenze, diventando capogruppo di Forza Italia in consiglio regionale. Nello stesso periodo viene nominata da Berlusconi coordinatrice regionale di Forza Italia in Emilia-Romagna, fatto da cui gli viene coniata il soprannome "Lady di ferro" dai giornalisti delle redazioni politiche regionali, e mantenendo l'incarico fino al 2007.

### Deputata di Forza Italia e del PdL
Alle elezioni politiche del 2001 viene ricandidata alla Camera, tra le liste di Forza Italia nella circoscrizione Emilia-Romagna, risultando questa volta eletta deputata grazie al recupero nel proporzionale. Nella XIV legislatura della Repubblica è stata membro della Commissione speciale per l'esame di disegni di legge di conversione di decreti-legge, della Giunta delle elezioni, della 1ª Commissione Affari Costituzionali, della Presidenza del Consiglio e interni, anche in sostituzione del Ministro dei beni e delle attività culturali Giuliano Urbani, della 2ª Commissione Giustizia, anche in sostituzione del Ministro dell'interno Beppe Pisanu e della sottosegretaria alla giustizia Jole Santelli, della Commissione parlamentare antimafia e della Comitato parlamentare per i procedimenti di accusa, oltre a ricoprire gli incarichi di vice-capogruppo e delegata d'aula del gruppo parlamentare di Forza Italia alla Camera, facendo da relatrice della legge Bossi-Fini sull'immigrazione.

#### XV Legislatura (2006-2008)
Nel 2006 è stata rieletta alla Camera dei deputati, sempre nella circoscrizione Emilia-Romagna, con il ruolo di vice capogruppo di Forza Italia alla Camera.
Nel corso della Legislatura è stata Vicepresidente dei Deputati di Forza Italia; Vicepresidente del Comitato Parlamentare di controllo sull'attuazione dell'accordo di Schengen, di vigilanza sull'attività di eurogol, di controllo e vigilanza in materia di immigrazione; Componente della I Commissione permanente Affari Costituzionali, della Presidenza del Consiglio e Interni.

#### XVI Legislatura (2008-2013)
Nel 2008 è rieletta alla Camera dei deputati per il Popolo della Libertà. Nominata vice-capogruppo del Pdl alla Camera. È membro della I Commissione permanente Affari Costituzionali, della Presidenza del Consiglio e Interni.
Bertolini è relatrice nel 2011 del ddl sui rimpatri clandestini approvato alla Camera il 14 luglio 2011. Il provvedimento firmato dal ministro degli Interni Roberto Maroni prevede il rimpatrio dei clandestini, l'allungamento della permanenza nei Cie da 6 a 18 mesi e l'estensione da 5 a 7 giorni del termine entro il quale lo straniero deve lasciare il territorio nazionale su ordine del questore, nel caso non sia stato possibile il trattenimento presso i centri.
Il 3 novembre 2011 Bertolini, nonostante fosse considerata un falco berlusconiano per la sua fedeltà al premier e la totale condivisione del suo agire politico e personale, firma insieme al deputato PdL Giorgio Stracquadanio e ad altri quattro deputati già ex PdL (Roberto Antonione, Giustina Destro, Fabio Gava e Giancarlo Pittelli) una lettera in cui invitano il premier Berlusconi ad agire da uomo di Stato e formare un nuovo Governo.
Il 22 novembre 2012 annuncia le sue dimissioni dal PdL, insieme al presidente della Commissione Ecomafie ed ex avvocato del premier Silvio Berlusconi Gaetano Pecorella, al vicepresidente della Commissione Ambiente della Camera ed ex Sottosegretario all'Ambiente del Governo Berlusconi Roberto Tortoli, all'ex presidente del Comitato per la legislazione della Camera Franco Stradella e al deputato già ex PdL Giorgio Stracquadanio per fondare Italia Libera, nuovo soggetto politico che guarda alle formazioni Italia Futura di Luca Cordero di Montezemolo e al progetto della Lista per l'Italia di Pier Ferdinando Casini e Gianfranco Fini, per continuare l'esperienza politica del governo Monti. Nel 2012 la componente si federa alla Camera con la componente "Liberali per l'Italia-PLI" composta tutta da deputati ex PdL tra cui Roberto Antonione, Giustina Destro, Fabio Gava, Luciano Sardelli e Angelo Sartori che avevano lasciato il partito nel 2011 facendo cadere il Governo Berlusconi IV per aprire la strada al Governo Monti, dando vita alla componente unitaria Italia Libera-Liberali per l'Italia-Partito Liberale Italiano.
Nel dicembre 2012 aderisce ufficialmente all'Agenda Monti per l'Italia, il nuovo movimento politico di Mario Monti.
Il 19 dicembre 2012 vota la conversione in legge del decreto che toglie alla magistratura la facoltà di sequestro degli impianti dell'Ilva, impianti a cui la Procura di Taranto aveva posto i sigilli in seguito a due perizie nell'ambito di un'inchiesta per disastro ambientale.

##### Proposta di legge sulla cittadinanza
Nel dicembre 2009 ha presentato un disegno di legge di riforma della normativa sulla cittadinanza, commentando che "servirà a chi vuol veramente restare in Italia e non agli stranieri che la considerano una residenza temporanea in attesa di trasferirsi in altri paesi".
Alcuni punti del disegno di legge sono i seguenti:
- gli immigrati dovranno risiedere regolarmente per almeno dieci anni in Italia prima di essere naturalizzati.
- dopo 8 anni si potrà fare domanda di frequenza a corsi di storia e cultura italiana ed europea, di educazione civica e sulla Costituzione obbligatori per l'ottenimento della cittadinanza.
- gli stranieri dovranno dimostrare un buon grado di integrazione sociale e il rispetto "anche in ambito familiare" delle leggi italiane.
- i figli di stranieri nati e cresciuti in Italia, così come avviene oggi, potranno chiedere la cittadinanza solo dopo aver compiuto 18 anni, alla condizione aggiuntiva che abbiano frequentato con profitto tutta la scuola dell'obbligo.

Dario Franceschini del PD ha definito il progetto "una legge pessima: un passo indietro".

### Adesione alla Lega e candidatura alle regionali in Emilia-Romagna del 2020
Nel 2019 la Bertolini annuncia l'abbandono di Forza Italia e la sua candidatura alle elezioni regionali in Emilia-Romagna del 2020 nelle file della Lega. Candidata nella circoscrizione di Modena, con 2.211 preferenze non è risultata eletta al Consiglio regionale.

### Elezione al CSM
Il 17 gennaio 2023 viene proposta da Fratelli d'Italia al Parlamento in seduta comune come componente laico del Consiglio Superiore della Magistratura in loro quota, venendo eletta con 521 voti al primo scrutinio.

## Attività associativa
Bertolini è presidente dell'associazione Valori e Libertà, che si prefigge "di promuovere e diffondere i principi e i valori di una cultura ispirata al diritto naturale, alla tradizione del pensiero conservatore e alla difesa delle radici cristiane della civiltà occidentale".

## Controversie

### Insulti ai Radicali
Il 19 dicembre 2008 i rispettivi segretari dei Radicali Italiani Antonella Casu, dell'Associazione Luca Coscioni Marco Cappato e di Nessuno tocchi Caino Sergio D'Elia presentano una denuncia verso il Ministro del lavoro, della salute e delle politiche sociali Maurizio Sacconi presso la Procura di Roma, per violenza privata ed intimidazioni in seguito all'atto d'indirizzo sul caso Eluana Englaro di pochi giorni prima. Il successivo 17 gennaio 2009, in seguito alla denuncia dei dirigenti del Partito Radicale, la Procura di Roma iscrive il ministro Sacconi al registro degli indagati. Lo stesso giorno, la Bertolini commenta così la notizia:
(Comunicato stampa dal sito web della parlamentare)
A queste dichiarazioni replica il giorno dopo Marco Perduca, senatore eletto nella delegazione Radicale nel Partito Democratico:
Vedremo se e come andranno avanti le indagini su quanto fatto dal Ministro Sacconi; vedremo anche se questo Parlamento sarà capace di adottare una legge relativa al testamento biologico che renda vincolanti, e non obbligatorie per chi non lo desideri, le decisioni relative alla fine della propria vita.
Quel che di sicuro non vedremo è un coinvolgimento del popolo sovrano in questo dibattito perché, per non rafforzare il sostegno pubblico alle riforme di libertà in Italia, occorre che il tutto resti vietato agli italiani.»
(Comunicato stampa di Marco Perduca dal sito web Radicali.it)